# 德里多夫
德里多夫是德国黑森州的一个市镇。总面积47.55平方公里，总人口5046人，其中男性2511人，女性2535人（2011年12月31日），人口密度106人/平方公里。